# Stuttgart-Ost
Koordinaten: 48° 46′ N, 9° 12′ O
Stuttgart-Ost ist einer der fünf inneren Stadtbezirke der baden-württembergischen Landeshauptstadt Stuttgart. Er liegt zwischen dem Bezirk Stuttgart-Mitte und dem Neckarufer gegenüber von Bad Cannstatt.
 Der Stadtbezirk besteht aus den älteren Stadtgebieten Berg, Gablenberg, Gaisburg und Ostheim sowie den neueren Stadtteilen Frauenkopf, Stöckach, Uhlandshöhe und Gänsheide.

## Geschichte

Wappen Gaisburg bis 1901
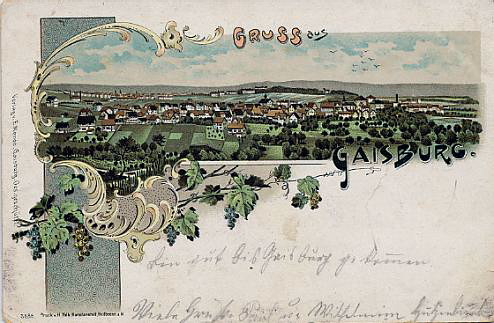
Gaisburg um 1905
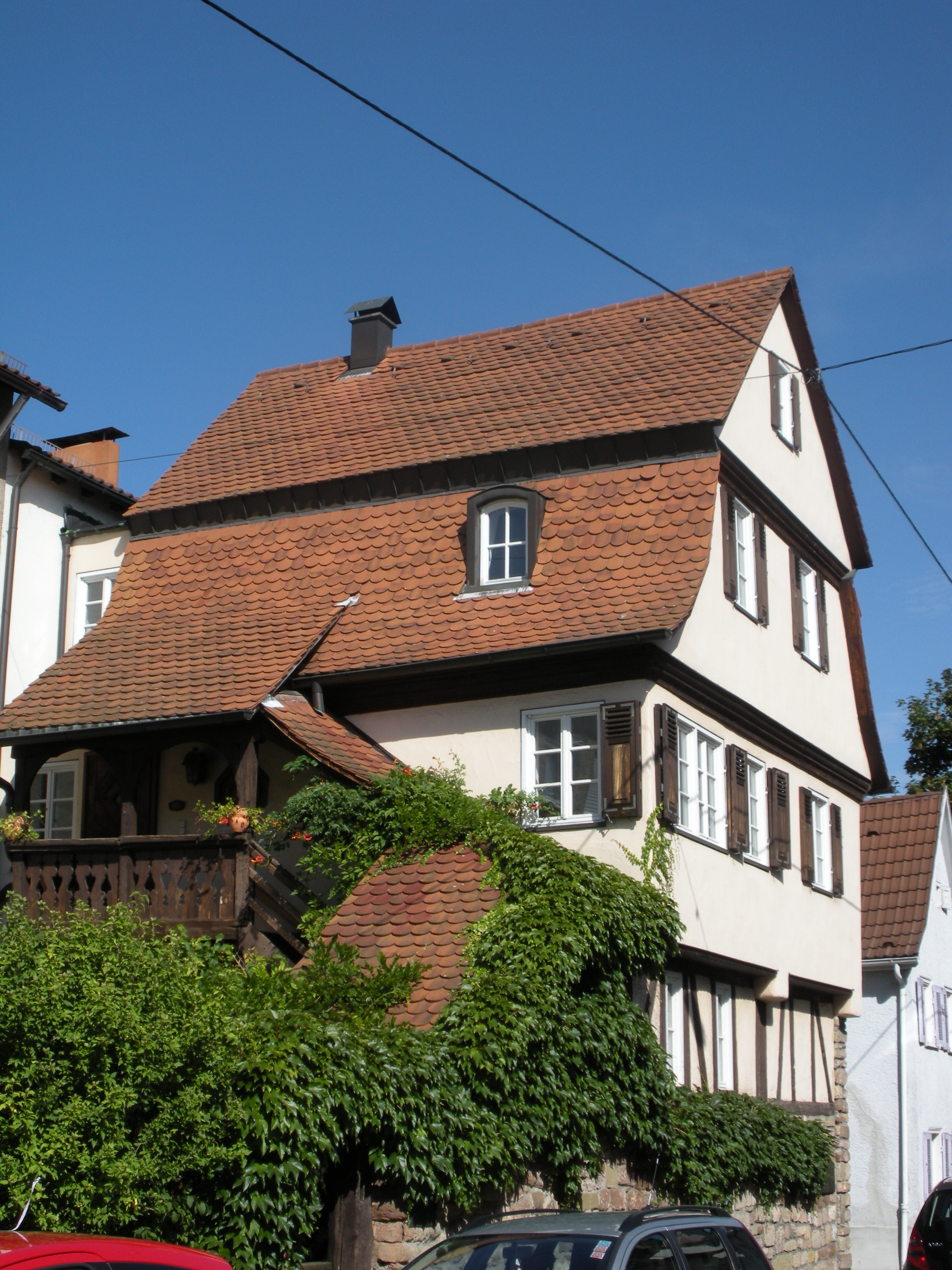
Ältestes Haus in Stuttgart-Gaisburg
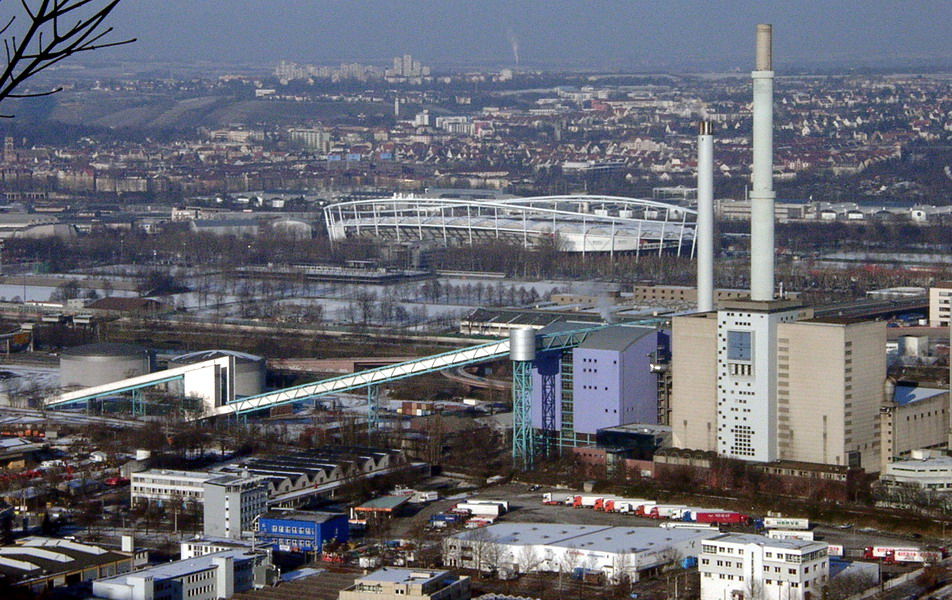
Kraftwerk Gaisburg am Neckar
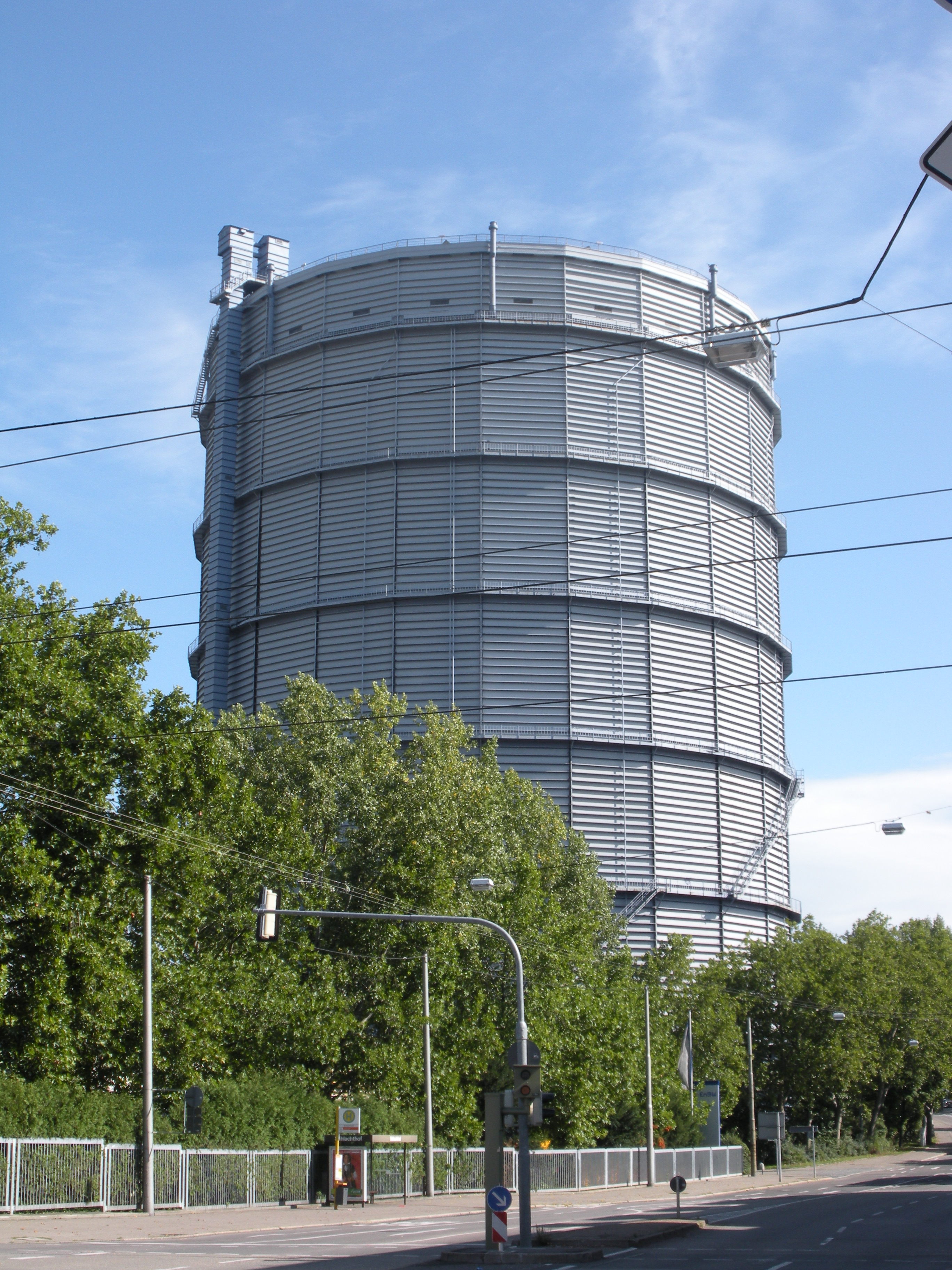
Gaskessel in Gaisburg

Die historischen Siedlungen Berg, Gablenberg und Gaisburg und mehrere ab dem 19. Jahrhundert entstandene Siedlungen beziehungsweise Wohngebiete entwickelten sich in der Folgezeit zu einem mehr oder weniger geschlossenen Gebiet.
Von den historischen Siedlungen war nur Gaisburg (im 12. Jahrhundert erstmals erwähnt) eine selbständige Gemeinde, die am 1. April 1901 nach Stuttgart eingemeindet und dann als Stadtteil geführt wurde. Das Wappen von Gaisburg zeigt in Gold auf grünem Dreiberg eine schwarze Geiß; dieses Motiv ist seit 1768 auf Siegelbildern nachgewiesen.
Die Siedlung Berg, ebenfalls schon im 12. Jahrhundert nachgewiesen, gehörte der herzoglichen Rentkammer und wurde von Amtmännern verwaltet, bevor die Verwaltung 1836 an die Stadt Stuttgart übergeben wurde.
Gablenberg, 1275 erstmals erwähnt, war ein Ausbauweiler von Berg und gehörte schon sehr früh zu Stuttgart. Sowohl Berg als auch Gablenberg (Gaisburg ohnehin) waren räumlich von der heutigen Kernstadt Stuttgart getrennt. Zu diesen drei historischen Siedlungen gesellte sich zunächst die neue Siedlung Ostheim, deren 383 Häuser von 1891 bis 1897 sowie 1903 als Kolonie Ostheim für Arbeiter erbaut wurden. Mit dem Raitelsberg folgte in den Jahren 1927 bis 1929 eine weitere Arbeitersiedlung. Zuletzt wurden der Buchwald (1932 bis 1955) und der Plettenberg (1939 bis 1960) besiedelt.
Bei der Einteilung der Stadt Stuttgart in Stadtbezirke im Jahre 1956 entstand der heutige Stadtbezirk Stuttgart-Ost aus dem gleichnamigen Stadtteil, der die inzwischen räumlich nicht mehr getrennten Gebiete Berg, Gablenberg, Gaisburg und Ostheim umfasste, und dem etwas weiter südlich davon gelegenen Stadtteil Frauenkopf.
Bei der Neugliederung der Stuttgarter Stadtteile zum 1. Januar 2001 wurden diese vier Stadtteilnamen reaktiviert und drei weitere Stadtteile (Stöckach, Uhlandshöhe und Gänsheide) gebildet, indem der Stadtteil Stuttgart-Ost entsprechend aufgeteilt wurde. Mit dem am Hang gelegenen Stadtteil Frauenkopf umfasst der Stadtbezirk Stuttgart-Ost seither acht Stadtteile.
Das markanteste Wahrzeichen von Stuttgart-Ost ist der 100 Meter hohe Gaskessel des Gaswerkes Gaisburg aus dem Jahr 1928.

## Politik
- CDU: 4
- Grüne: 4
- SPD: 2
- AfD: 1
- FW: 1
- FDP: 1
- Linke: 1
- SÖS: 1
- Volt: 1

Die Ergebnisse der Gemeinderatswahlen in den Stadtbezirken sind maßgebend für die Anzahl der Sitze der Parteien in den Bezirksbeiräten. Die Kommunalwahlen in Baden-Württemberg 2024 ergab die in der nebenstehenden Grafik abgebildeten Stimmenanteile und die nebenstehende Verteilung der 16 Sitze des Bezirksbeirates.
Ehrenamtliche Bezirksvorsteherin des Stadtbezirkes Stuttgart-Ost ist Charlotta Eskilsson (FDP).

## Wirtschaft, Industrie und Infrastruktur

### Verkehr

#### Straßen
Die Bundesstraße 14 (Cannstatter Straße) zwischen der Innenstadt und Bad Cannstatt streift den bewohnten Teil des Stadtbezirks und trennt ihn – insbesondere den Stöckach – vom Unteren Schlossgarten, der ebenfalls zum Stadtbezirk gehört. Die Bundesstraße 10 (Uferstraße) führt vom Pragsattel nach Esslingen und trennt dabei den Stadtbezirk vom Neckar, an den er eigentlich angrenzt.
Stark belastet ist auch die Landesstraße 1014, die von Bad Cannstatt kommend über die Talstraße und Wagenburgstraße und durch den Wagenburgtunnel in das Stadtzentrum führt. Überdies führt die Landesstraße 1016 von der Ruhbank über die Geroksruhe kommend durch die Pischekstraße, die Planckstraße, Schwarenbergstraße, Werderstraße und Villastraße zur B 14. Sie ist besonders bis zur Wagenburgstraße stark belastet. Ein Teil des Verkehrsstroms fließt aber über die Neue Straße und durch die Gablenberger Hauptstraße zur Talstraße und belastet damit das Zentrum des Stadtteils Gablenberg.

#### Öffentlicher Verkehr
Durch die Stadtteile Stöckach, Ostheim und Gaisburg führen auf unterschiedlichen Strecken die Stadtbahnlinien U4 (Hölderlinplatz – Untertürkheim) und die U9 (Botnang – Hedelfingen). Außerdem führt die U15 (Stammheim – Heumaden) durch den Stadtteil Gänsheide.

#### Radverkehr
Durch den Unteren Schlossgarten verläuft die Hauptradroute (HRR) 1, Stuttgarts wichtigste Fahrradroute. Sie führt von Böblingen kommend über Vaihingen nach Stuttgart-Mitte und weiter über Bad Cannstatt Richtung Fellbach. Die beschilderte Strecke gehört auch zum Radnetz Baden-Württemberg. Allerdings wird hier der Radverkehr großteils gemeinsam mit dem Fußverkehr geführt.
Über Ostheim und Gaisburg wird die HRR 2 geplant, die laut dem Konzept von 2009 vom Stadtzentrum her auf der kompletten Landhausstraße über den Lukasplatz, den Ostendplatz und durch die Mitte von Gaisburg verlaufen und dann über Wangen und Hedelfingen Richtung Esslingen führen soll. Die Route ist in der jetzigen Form aber noch nicht befahrbar, da sie zwischen Ostendplatz und Talstraße durch einen Straßenzug führt, in den nur die Stadtbahn einfahren darf. Im östlichen Teil der Landhausstraße besteht wie in manch anderen Straßen in Stuttgart-Ost zum Teil die Situation, dass es zwischen den Kfz-Stellplätzen und den Stadtbahnschienen keinen sicheren Platz zum Radfahren gibt.
Direkt am Neckar verläuft die HRR 11, die Wangen mit dem Neckarknie verbindet und weiter über Münster und Mühlhausen Richtung Remseck führen soll.
Außerdem sind als Hauptradrouten zweiter Ordnung die HRR 31 zwischen dem Neckartor und dem Neckarknie und die HRR 41 zwischen der Ruhbank und den Stadtteilen Berg und Stöckach geplant. An letzterer wurde an der Schwarenbergstraße 2025 ein Stück Radfahrstreifen bergauf eingerichtet. An der Planckstraße besteht schon seit längerem ein Radfahrstreifen, ebenfalls bergauf.
Für die Zukunft ist vorgesehen, dass Radschnellverbindungen das Stadtzentrum über Gänsheide und die Ruhbank mit Sillenbuch und mit Plieningen verbinden. Auch die HRR 1 und HRR 11 sollen zu Radschnellverbindungen ausgebaut werden.

## Öffentliche Einrichtungen

### Parkanlagen
- Der Obere und Mittlere Schlossgarten wurde im Rahmen der Bundesgartenschau 1961 in seiner heutigen Form umgestaltet.
- Parkanlage Villa Berg (siehe unten)
- Uhlandshöhe
- Naherholungsgebiet Waldebene Ost/Wangener Höhe
- Klingenbachpark

### Mineralbäder

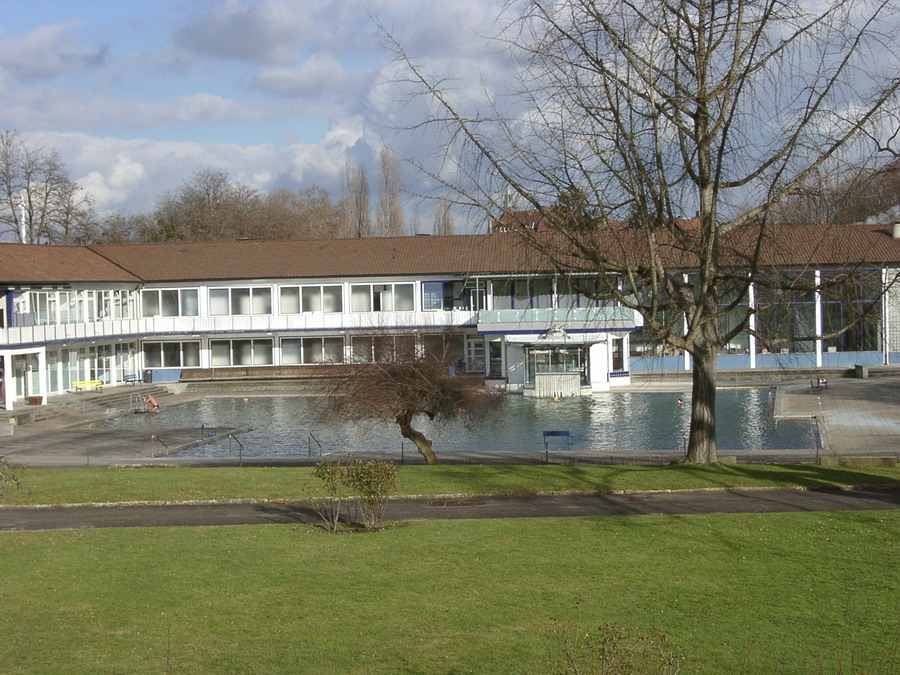
Mineralbad Berg

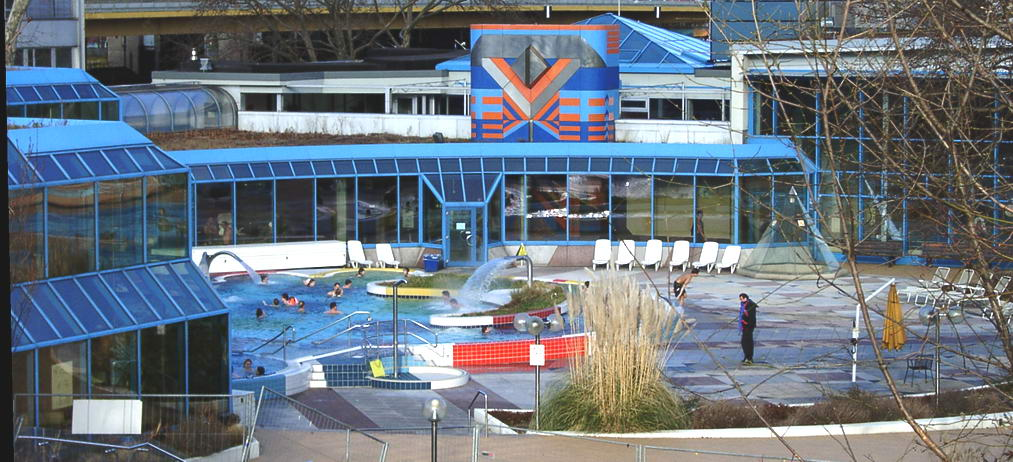
Mineralbad Leuze

Das Mineralbad Berg wurde 1856 vom königlichen Hofgärtner Friedrich Neuner als „Bad am Königlichen Park“ eröffnet. Die Stuttgarter bezeichnen es umgangssprachlich als das „Neuner“ oder das „Berg“. Aus fünf Quellen fließen täglich 5 Millionen Liter natürliches, d. h. nicht aufbereitetes Mineralwasser mit einer Temperatur von 22 bzw. 21 °C in je ein großes Innen- und Außenbecken. Seit 1. Januar 2006 ist das Bad vollständig im Besitz der Stadt Stuttgart. Zu diesem Termin hat sie den vorher im Privatbesitz befindlichen Anteil von 70 Prozent zu dem bereits bestehenden 30-%-Anteil hinzu erworben.
Das direkt am Neckar liegende städtische Mineralbad Leuze mit jährlich 900.000 Besuchern wurde 1985 von Bildhauer Otto Herbert Hajek künstlerisch modern gestaltet. Die schon in der Römerzeit bekannten Mineralquellen waren 1851 von Ludwig Friedrich Karl Leuze gekauft und als Heilbad ausgebaut worden. Es sprudeln hier zwei stark kohlensäurehaltige Heilquellen und eine Mineralquelle für einen Teil der insgesamt acht Schwimm- und Badebecken mit über 1.700 Quadratmetern Wasserfläche. Die Saunalandschaft auf 1.500 Quadratmetern bietet viel Platz in neun Saunen.
Das dritte Stuttgarter Mineralbad liegt im Cannstatter Kurpark.

### Sozial- und Gesundheitseinrichtungen
Das Karl-Olga-Krankenhaus ist das Stadtteilkrankenhaus des Stuttgarter Ostens. Es wurde 1894 eröffnet. Träger war ursprünglich das Diakonissenmutterhaus der Olgaschwestern; seit der Umwandlung des Krankenhauses in eine GmbH im Jahr 1985 teilt sich das Mutterhaus die Trägerschaft mit einem weiteren Gesellschafter. Das Krankenhaus umfasst die Bereiche Allgemein-, Viszeral- und Gefäßchirurgie, Unfall- und Wiederherstellungschirurgie, Wirbelsäulenchirurgie, Hand-, Plastische und Mikrochirurgie, Allgemeine Innere Medizin, Gastroenterologie und Infektiologie, Kardiologie, Angiologie und Internistische Intensivmedizin, Orthopädie (Baumann-Klinik), Urologie (Reuter-Klinik), Anästhesiologie und Operative Intensivmedizin sowie Radiologie. Dazu kommen Belegabteilungen für Hals-, Nasen- und Ohrenerkrankungen und Orthopädie sowie Arztpraxen für Neurologie, Pathologie, Schmerztherapie, Radiologie, Orthopädie und Dermatologie, ein gynäkologisch-onkologisches Brustzentrum und ein Physiotherapeutisches Zentrum.
Das seit 1894 im Stuttgarter Osten ansässige Diakonissenmutterhaus der Olgaschwestern in Stuttgart ist Träger eines ambulanten Pflegedienstes sowie Betreuter Wohnungen im Mutterhaus und in der Seniorenwohnanlage Stuttgart-Ost.

## Vereine/Organisationen
Das umfangreiche Vereinsleben findet u. a. statt bei der DLRG OG Stuttgart-Ost, dem Deutschen Roten Kreuz, Bereitschaft Stuttgart-Ost und Deutsches Jugendrotkreuz Stuttgart-Ost, Waldheim Gaisburg & Raichberg – Orte der Stuttgarter Arbeiterbewegung–, dem evangelischen Ferienwaldheim Frauenkopf der Evangelischen Landeskirche sowie der Burschenschaft Hilaritas.

## Kultur und Sehenswürdigkeiten

### Schulen
In Stuttgart-Ost gibt es drei öffentliche Gymnasien (Zeppelin-Gymnasium und Wagenburg-Gymnasium sowie das Wirtschaftsgymnasium als Teil der Johann-Friedrich-von-Cotta-Schule – Kaufmännische Schule), zwei private Gymnasien (Privates Gymnasium Merz-Schule und Evangelisches Heidehof-Gymnasium Stuttgart), zwei Realschulen (Raichberg-Realschule und Realschule Ostheim), sechs Grund- und Hauptschulen (Grund- und Hauptschule Ostheim, Raitelsbergschule, Grundschule Gaisburg, Grund- und Hauptschule Gablenberg, Fuchsrainschule und Ameisenbergschule sowie die private Merz-Schule Stuttgart gGmbH) und zwei Förderschulen (Berger Schule und Therapeuticum Raphaelhaus). Zusätzlich befindet sich auf der Uhlandshöhe die Freie Waldorfschule Uhlandshöhe, die 1919 als erste Waldorfschule gegründet wurde. An Berufsschulen gibt es in Stuttgart-Ost die bereits oben erwähnte Johann-Friedrich-von-Cotta-Schule (Kaufmännische Schule u. a. mit Wirtschaftsgymnasium, Berufsschule und Berufsfachschule), die Hauswirtschaftliche Schule Stuttgart-Ost, die Fachschule Telos Tanz & Therapie, das Evangelische Bildungszentrum für Pflegeberufe Stuttgart sowie die Freie Fachschule für Sozialpädagogik – Waldorfkindergartenseminar.

### Theater/Museen
- Schweinemuseum am Alten Schlachthof
- Internationales Pantomimetheater, bietet Vorstellungen, Theaterkurse und Workshops im Bereich Pantomime, Bewegungstheater, Tanzpantomime, Mime-Comedy, Modernmime und Schwarzes Theater an.
- Theater Tredeschin, Puppen- und Figurentheater
- Museumsverein Stuttgart-Ost e. V., MUSE-O
- Heimatmuseum der Deutschen aus Bessarabien
- Theater im DEPOT – Die kleine Dependance des Schauspiel Stuttgart verbindet seit der Spielzeit 2005/06 Theater mit anderen Ausdrucksformen wie Tanz, Performance, Installation und Film. Es ist 2010 von Stuttgart-Ost nach Stuttgart-Nord umgezogen
- Theater La Lune Stuttgart[6] – Theater am Gablenberg mit charmant-französischer Wohnzimmeratmosphäre

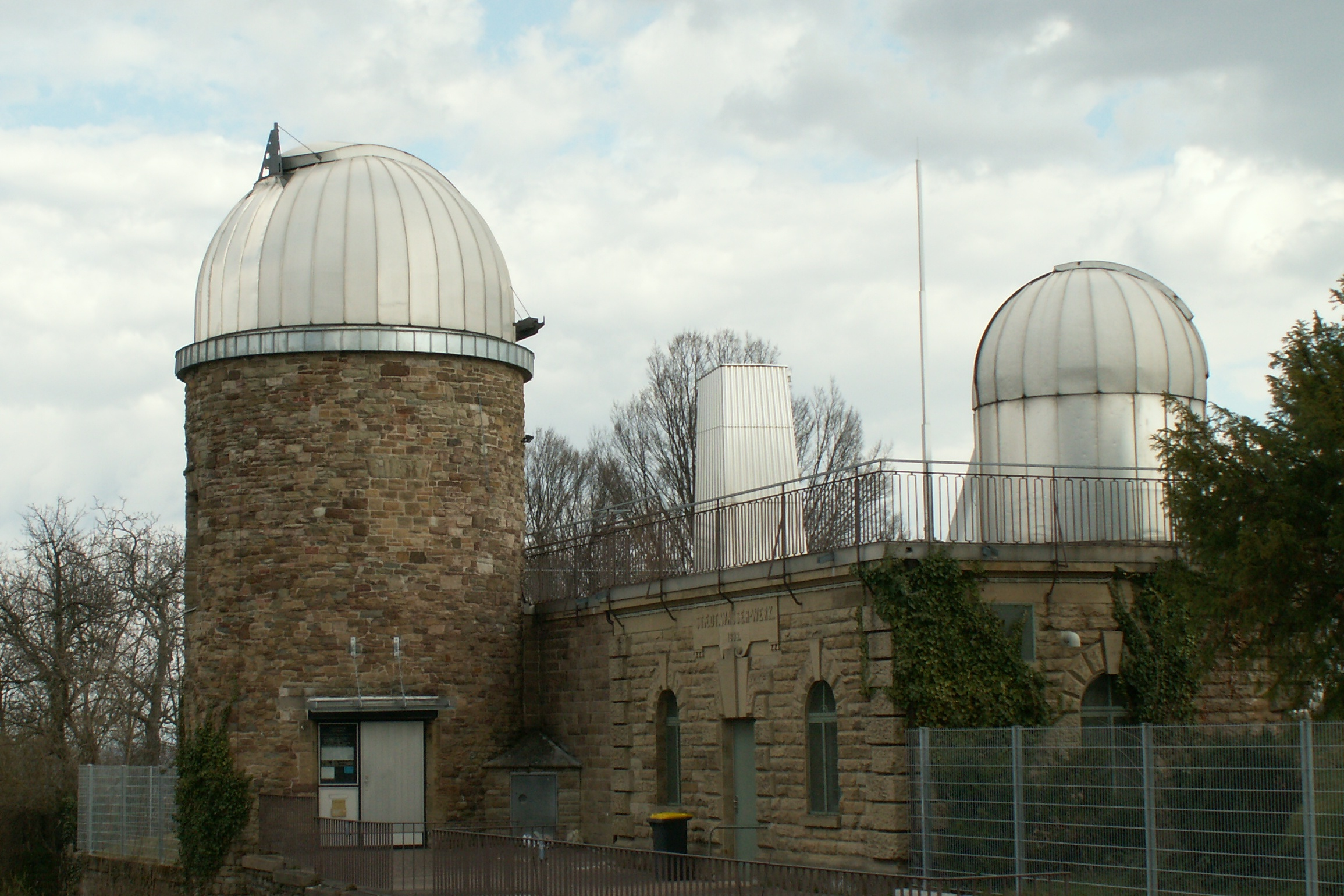
Sternwarte Stuttgart
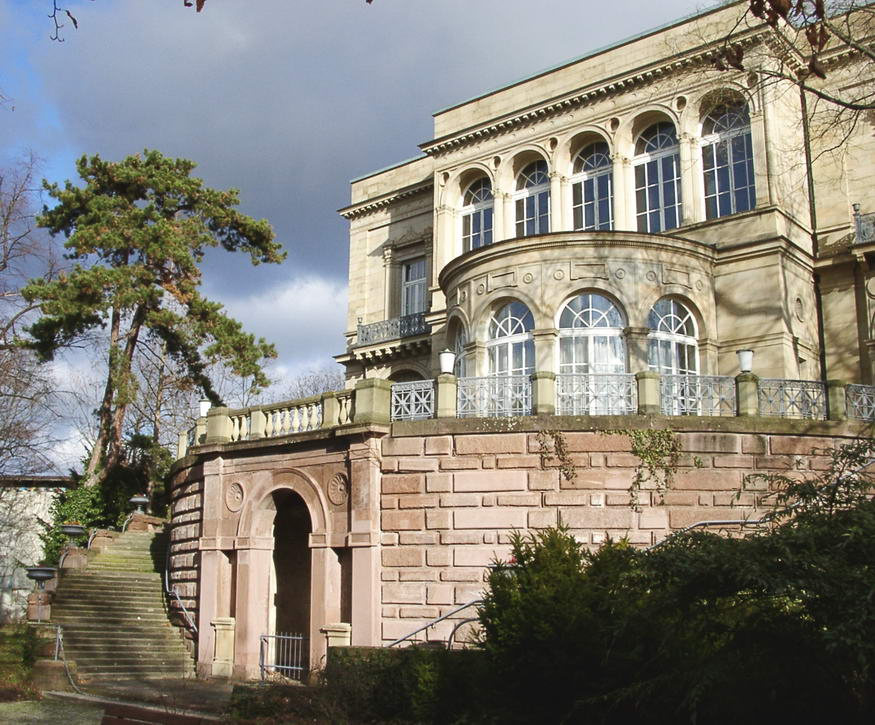
Villa Berg 2005
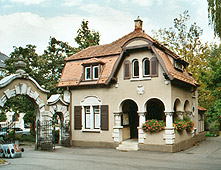
Eingang zum Bergfriedhof
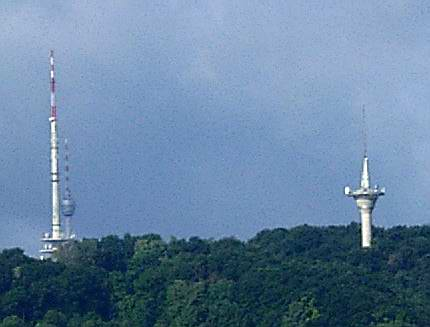
Stuttgarter Fernmeldeturm (links) und Polizeifunkturm (rechts)

### Bauwerke

#### Sternwarte Stuttgart
1922 wurde die Stuttgarter Sternwarte vom Verein „Schwäbische Sternwarte e. V.“ auf der Uhlandshöhe errichtet.

#### Villa Berg
Die Villa Berg mit ihrer 24 Hektar großen Parkanlage entstand von 1845 bis 1853 im Auftrag des württembergischen Kronprinzen Karl als Sommersitz. Die im Stil der italienischen Neorenaissance erbaute Villa wirkte als Initialbau der südwestdeutschen Villenarchitektur des 19. Jahrhunderts. Architekt war Christian Friedrich Leins. 1913 wurden Villa und Park städtisch. Im Zweiten Weltkrieg wurde das Gebäude stark beschädigt und nur vereinfacht wiederaufgebaut, ohne Turmgeschosse und Nebengebäude. Von 1950 bis 2004 diente die Villa Berg als „Großer Sendesaal“ des SDRs, später des Südwestrundfunks. Eine Renovierung der Villa, eventuell mit Wiederherstellung der Ecktürme, ist nach dem Verkauf im April 2007 an den Stuttgarter Finanzinvestor Rudolf Häussler in Planung.
Zum Gebäude der Villa Berg siehe: Villa Berg. Der Artikel Villa Berg behandelt die Fassaden der Villa Berg, der Artikel Villa Berg (Kunstwerke) die Kunstwerke, die sich an oder bei der Villa Berg oder im Park der Villa Berg befinden oder befanden.

#### Japan-Garten Stuttgart
Der Japan-Garten unterhalb der Villa Berg wurde zur Internationalen Gartenbauausstellung 1993 (IGA 1993) angelegt. Heute befindet er sich in der Nähe der Berger Sprudler in einem Teil des unteren Schlossgartens.

#### Villa Reitzenstein
Villa Reitzenstein, der Regierungssitz der baden-württembergischen Landesregierung, wurde zwischen 1910 und 1913 für Baronin Helene von Reitzenstein erbaut. Die Villa wurde nach ihrem verstorbenen Ehemann Carl Friedrich Sigmund Felix Freiherr von Reitzenstein benannt. Er war Kammerherr der württembergischen Königin Charlotte. Seit 1922 ist die Villa im Besitz des Landes.

#### SWR-Funkhaus
Das 1972 bis 1976 erbaute Funkhaus des Südwestrundfunks steht heute an der Stelle der früheren Stuttgarter Stadthalle an der Neckarstraße.

### Kirchen

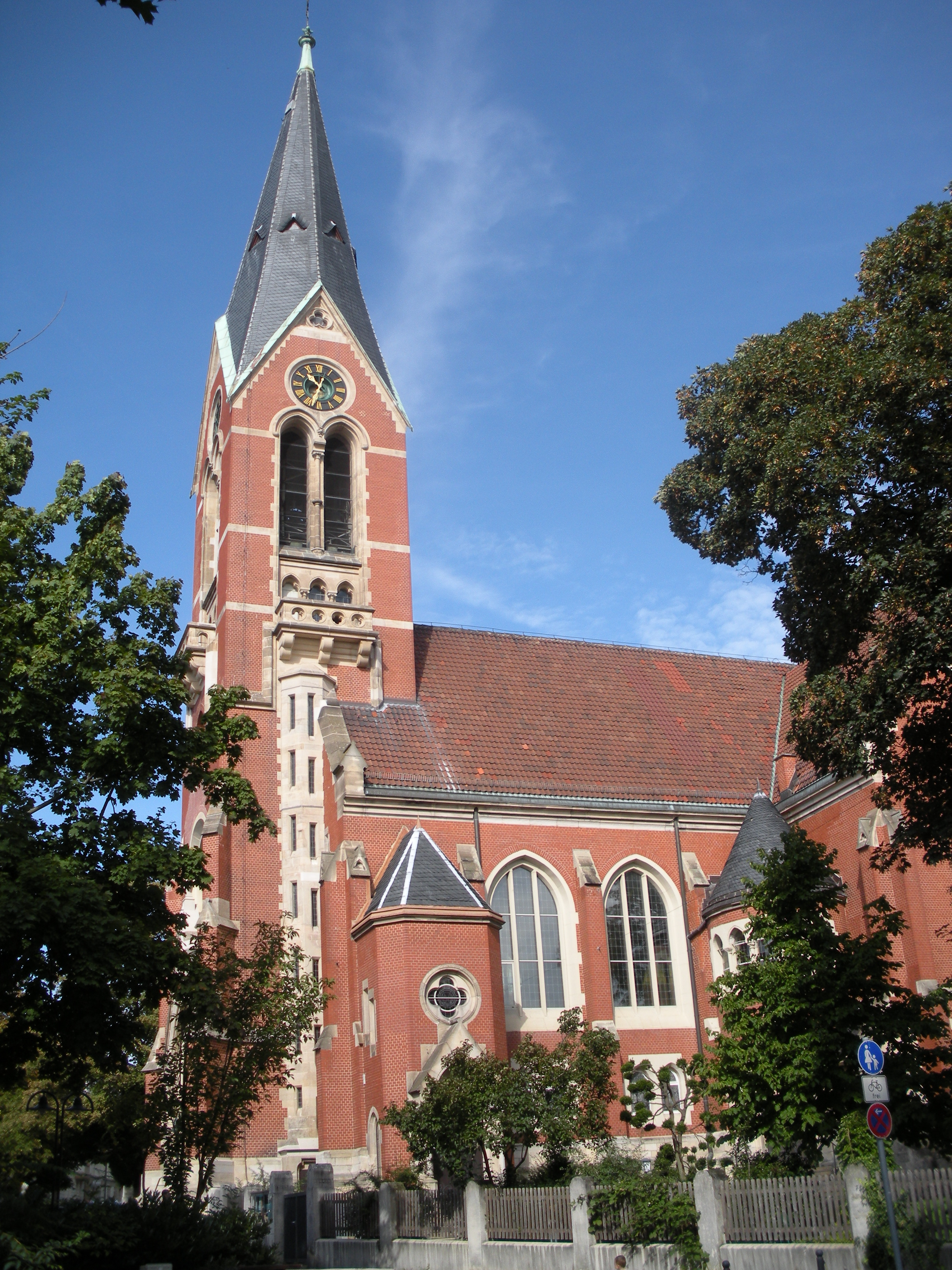
Lukaskirche (evang.)
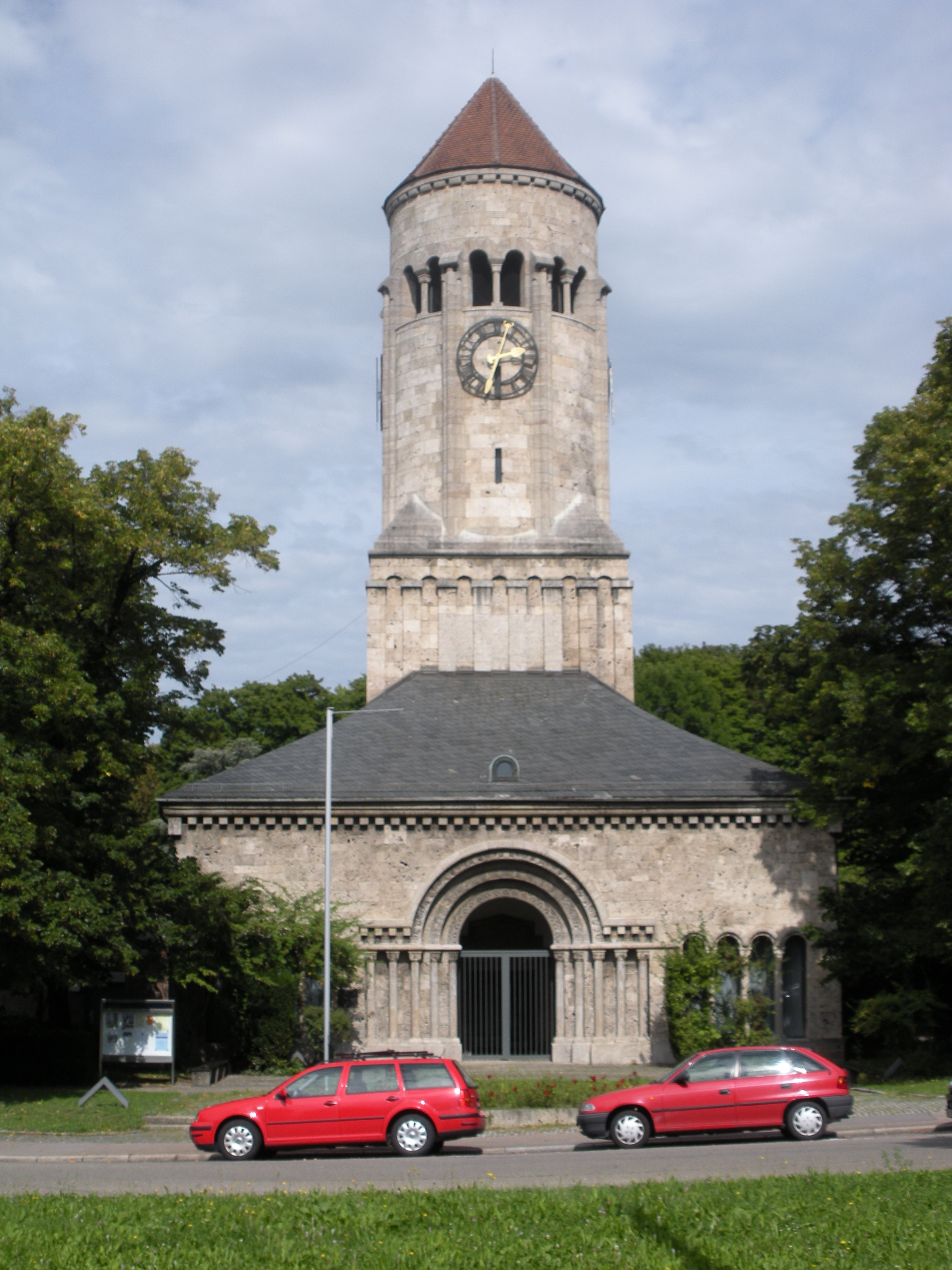
Heilandskirche (evang.)
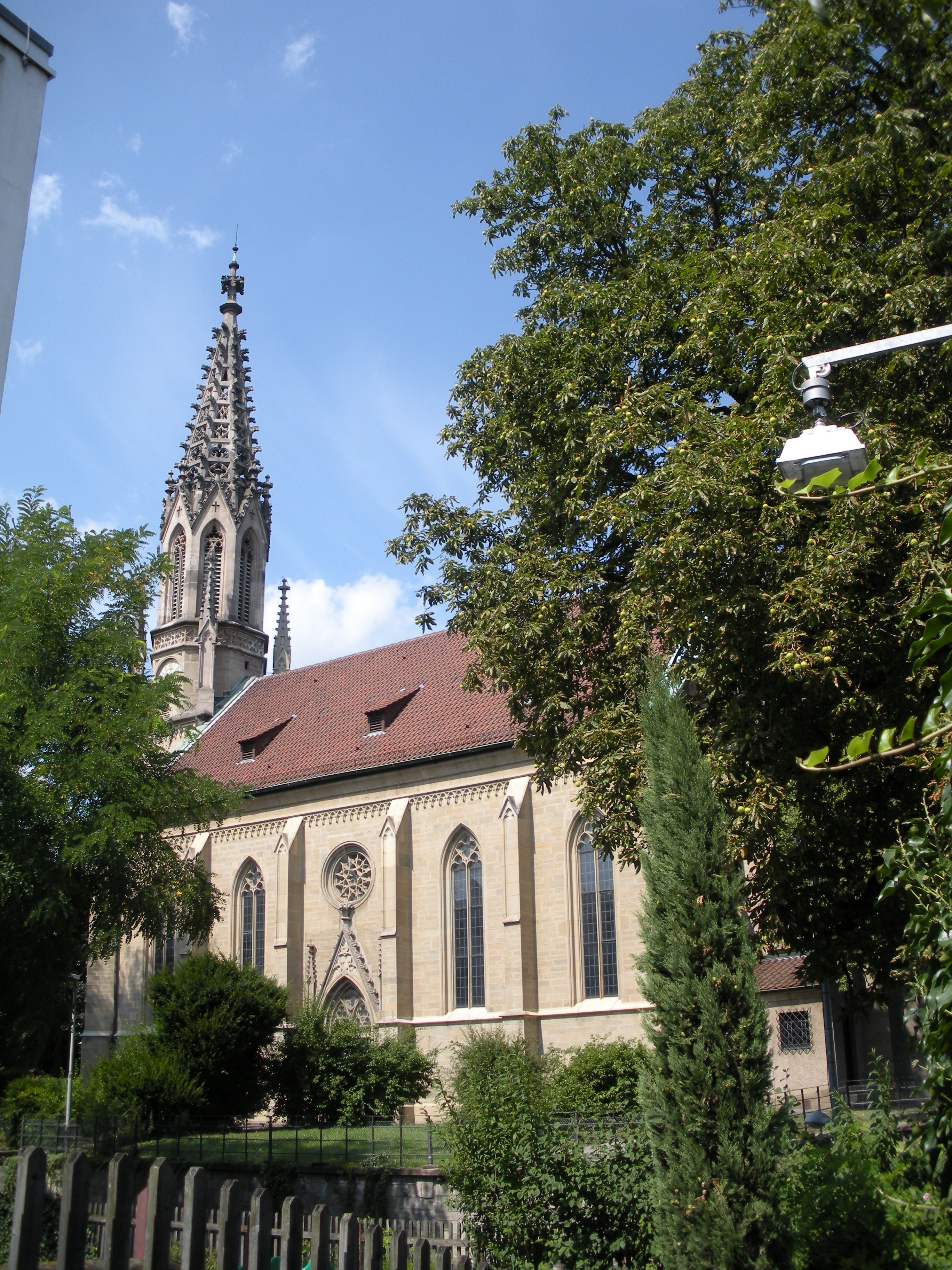
Berger Kirche (evang.)
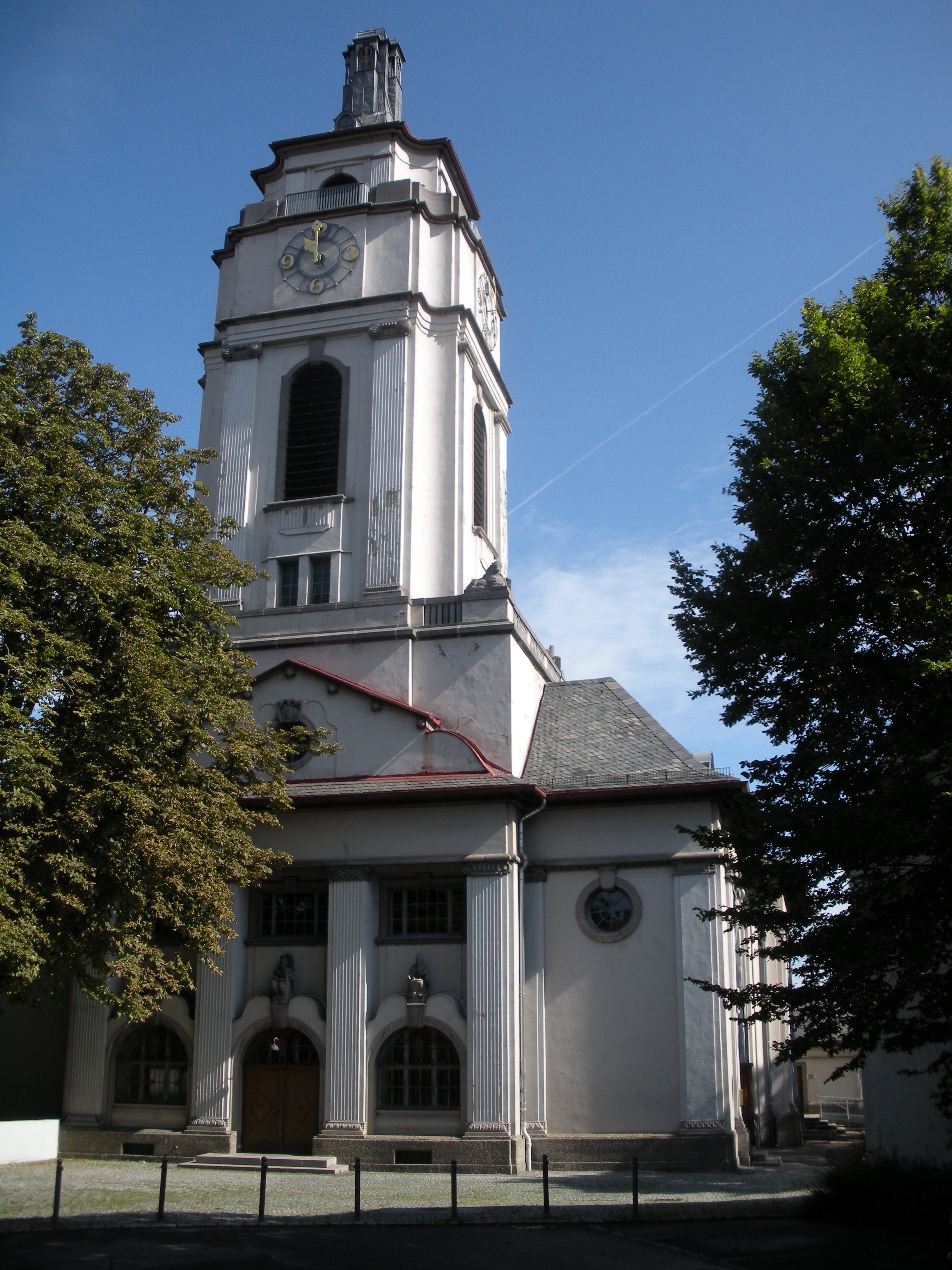
Evang. Kirche Stuttgart-Gaisburg
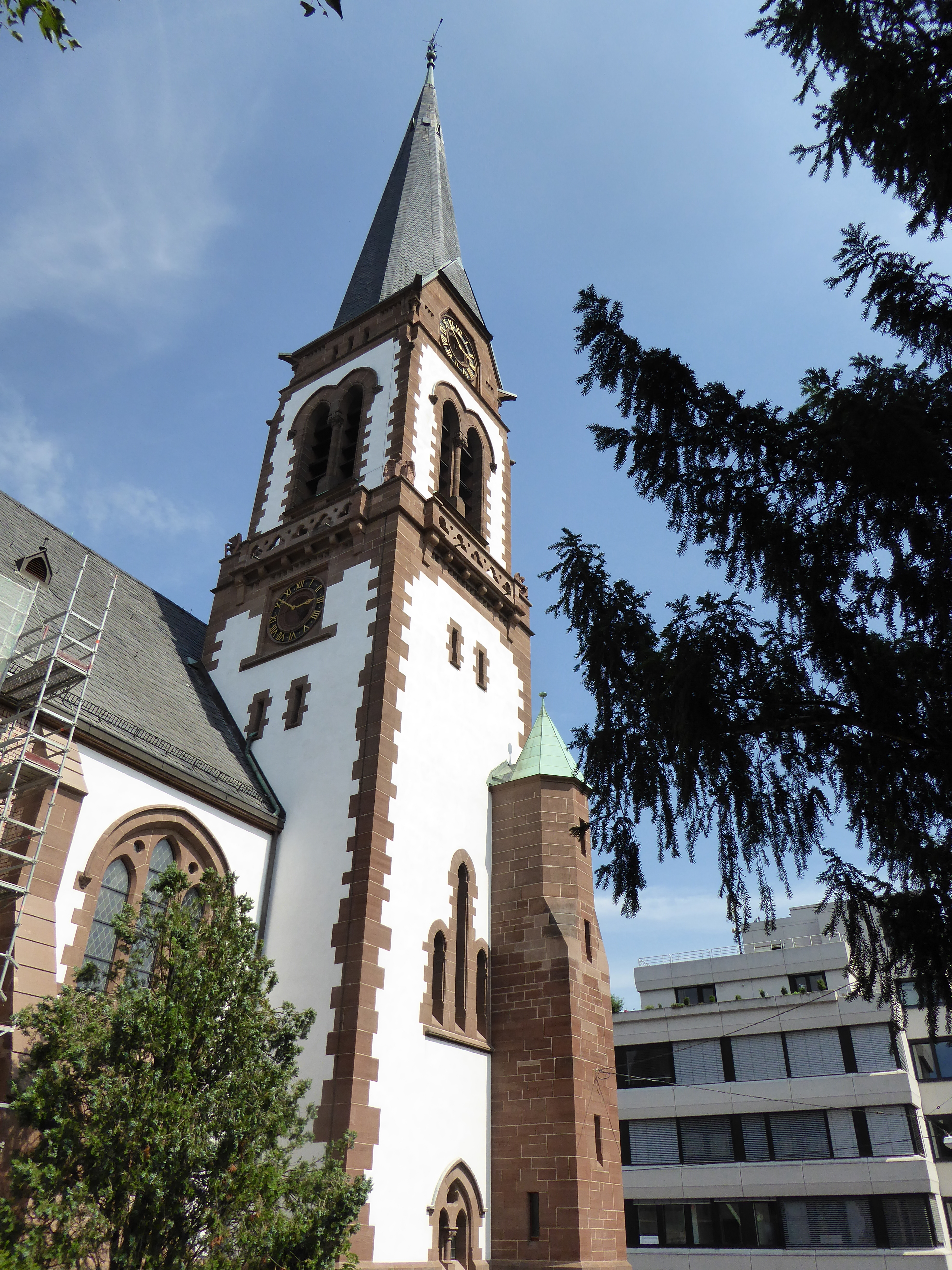
Petruskirche (evang.)

- Evangelische Berger Kirche wurde 1853–1855 erbaut. Der Taufstein stammt aus der Vorgängerkirche von 1470.
- Evangelische Stadtpfarrkirche Gaisburg, erbaut von 1910 bis 1913 durch Architekt Martin Elsaesser mit monumentalen Wandmalereien von Käte Schaller-Härlin und der spätgotischen „Gaisburger Apostelgruppe“.
- Evangelische Petruskirche Gablenberg von 1902 (höchster Kirchturm Stuttgarts)
- Katholische Kirche Herz Jesu in Gaisburg von 1934 (direkt an der Grenze zu Gablenberg und Ostheim)
- Katholische Kirche Sankt Nikolaus (am Stöckach)
- Evangelische Lutherhauskirche
- Katholische Kirche Heilig Geist (Gemeindezentrum mit integrierter Kirche)
- Evangelische Lukaskirche, erbaut 1898/99, Ostheim
- Katholische Kirche Hl. Bruder Klaus, 1969 erbaut, im Süden Gablenbergs (Richtung Fuchsrain)
- Evangelische Heilandskirche (unweit der Villa Berg)
- Neuapostolische Kirche, Einkornstraße 2, feierte 2012 ihr hundertjähriges Kirchengemeindejubiläum

### Funktürme
- Der Stuttgarter Funkturm, auch Polizeifunkturm genannt, wurde 1966 als Sendeturm in Stahlbetonbauweise auf dem Stuttgarter Raichberg erbaut. Er ist 93 Meter hoch und dient dem Polizei- und Feuerwehrfunk. Betreiber ist die Polizei Stuttgart.
- Der Stuttgarter Fernmeldeturm auf dem Frauenkopf ist ein 192,4 Meter hoher Richtfunk- und UKW-Sendeturm in Stahlbetonbauweise der Deutschen Telekom AG.

### Feste/Veranstaltungen
- Berger Zelt
- Lange Ostnacht

## Sonstiges
- Gaisburger Marsch, ein traditionelles schwäbisches Eintopfgericht